# Masłoniowizna
Masłoniowizna est une localité polonaise de la gmina de Żarki, située dans le powiat de Myszków en voïvodie de Silésie.